# Джеймс Марк Болдуин
Джеймс Марк Болдуин (на английски: James Mark Baldwin) е американски философ и психолог, известен с Ефект на Болдуин и адуализъм.

## Биография
Роден е на 12 януари 1861 година в Колумбия, САЩ. Завършва Принстънския университет под супервизията на шотландския философ Джеймс Маккош. Той е съоснователи на департаментите по психология в Принстънския университет и в Университета на Торонто. Прави важни приноси към ранната психология, психиатрията и теорията за еволюцията.
През 1892 г. е заместник-председател на Международния конгрес по психология в Лондон, а през 1897 – 1898 г. е председател на Американската психологическа асоциация. Получава златен медал от Кралската академия по изкуствата и науките на Дания (1897) и е почетен президент на Международния конгрес по криминална антропология в Женева през 1896 г.
Умира на 73-годишна възраст в Париж на 8 ноември 1934 година.

## Идеи
Джеймс Болдуин е сред най-известните ранни експериментални психолози (попада на 5-о място сред колегите си за най-важен психолог в Америка в изследване от 1902 г., извършено от Джеймс Кетъл). Неговата теория за когнитивното развитие оказва важно влияние по-късно на широко позната теория за развитието на Жан Пиаже.
Неговите приноси към ранните списания и институции по психология също са значителни. Болдуин е съосновател (с Джеймс Кетъл) на „Психологически преглед“ (на английски: Psychological Review), създаден, за да конкурира „Американски журнал по психология“ на Грандвил Стенли Хол. Той е и съосновател на Психологически монографии и Психологически индекс. Също така е основател-редактор на „Психологически бюлетин“.